# Novotel
Novotel is een hotelketen binnen de Accor-groep. Het is tevens de eerste hotelketen van de groep en ontstond in 1967.

## Hotels
In 2009 had Novotel 395 hotels in 60 landen met 71.872 kamers en meer dan 30.000 werknemers. In 2014 groeide het aantal hotels uit tot 408 met 77 747 kamers. Het aantal hotels in Europa daalde licht: van 266 naar 254. De globale vermeerdering is te danken aan de explosieve groei in Azië en Oceanië: van 11 hotels in 2009 naar 104 in 2014.
- Europa: 254 hotels in 23 landen
- Azië en Oceanië: 104 hotels in 14 landen
- Noord-Amerika: 8 hotels in 2 landen
- Zuid-Amerika en Midden-Amerika: 19 hotels in 7 landen
- Afrika en Midden-Oosten: 23 hotels in 14 landen

De kamers in de Novotels zijn ongeveer 25m² groot. Ze beschikken steevast over dezelfde faciliteiten, maar verschillen soms van inrichting naargelang de leeftijd van de hotels. Daarnaast is er meestal ook een bar en restaurant aanwezig. Sommige hotels beschikken tevens over een zwembad en sportfaciliteiten.

## Geschiedenis

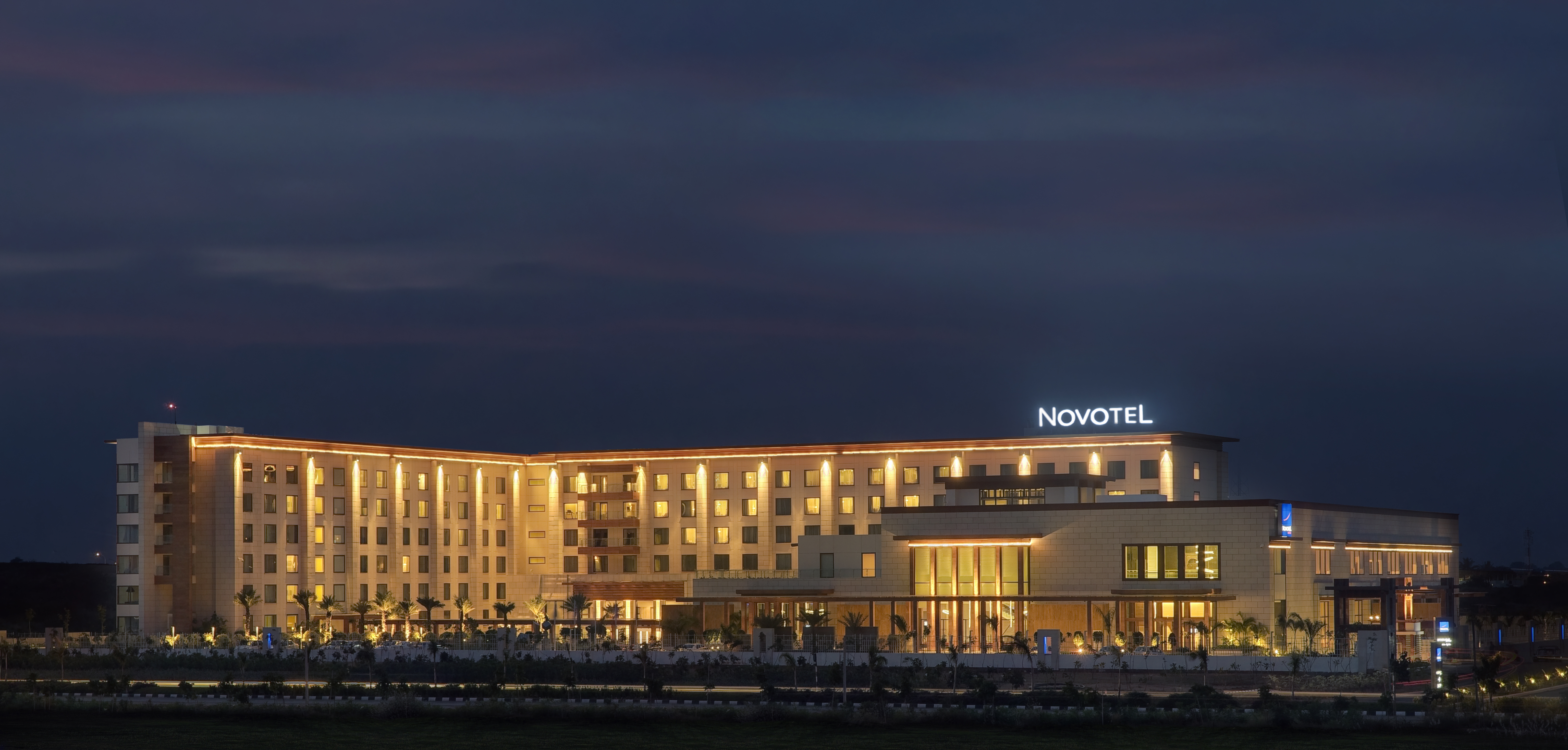
Novotel Hyderabad Airport

- 1967: Novotel opent haar eerste hotel in Lille Lesquin (Frankrijk).
- 1972: Novotel opent haar eerste hotel buiten Frankrijk in Neuchâtel (Zwitserland) en in Brussel (België).
- 1973: Opening van de eerste Parijse Novotel. (Parijs Bagnolet - Frankrijk)
- 1977: Opening van eerste Zuid-Amerikaanse Novotel in Sao Paulo Morumbi (Brazilië).
- 1978: Opening van de 100e Novotel, in Amsterdam, 7 jaar na de eerste opening (voorheen Alpha hotel).
- 1979: Opening van het Novotel Abu Dhabi.
- 1982: Novotel wordt gevestigd in Azië met de opening van het Novotel Orchid in Singapore.
- 1986: Novotel wordt gevestigd in Noord-Amerika met de opening van het Novotel in Toronto, Canada.
- 1987: 20 jaar na opening heeft de Novotelketen 200 hotels.
- 1987: Novotel wordt gevestigd in China met de opening van het Novotel in Guangzhou, Peking.
- 1990: Novotel wordt gevestigd in Australië met de opening van het Novotel in Sydney.
- 1992: Novotel wordt gevestigd in Rusland met de opening van het Novotel op de luchthaven van Moskou.
- 1997: 30 jaar na opening heeft de keten 320 hotels in 53 landen.
- 2001: Fusie van Novotel en Century: Novotel Century Hong Kong werd de eerste Novotel in Hongkong.
- 2006: Novotel wordt gevestigd in India met de opening van het Novotel in Hyderabad.
- 2007: 40 jaar na opening heeft de Novotelketen 400 hotels in 60 landen over de hele wereld. Novotel wordt gevestigd in Turkije met de opening van het Novotel in Istanboel.
- 2008: Het Novotel Nathan Road Kowloon Hong Kong wordt het derde Novotel in Hongkong.
- 2009: Novotel opent zijn deuren in landen zoals Argentinië (Buenos Aires) en Taiwan (Taipei - Taoyuan International Airport), Novotel opent ook Novotel Manado Golf Resort & Convention Center voor de World Ocean Conference en Coral Triangle Initiative-op in Manado (Indonesië).
- 2010: Het Novotel opent het Novotel Bangkok Fenix Silom-hotel in de zakenwijk van Bangkok.
- 2012: Opening van het Novotel Black Friars ter gelegenheid van de Olympische Spelen in Londen.
- 2013: Een vijfde hypermoderne vestiging van Novotel wordt geopend in Moskou. In hetzelfde jaar wordt tevens het honderdste hotel in Azië en Oceanië gevierd. De twee continenten hebben nu een marktaandeel van 25% van alle Novotels wereldwijd.